# Médaille Militaire (Frankrijk)

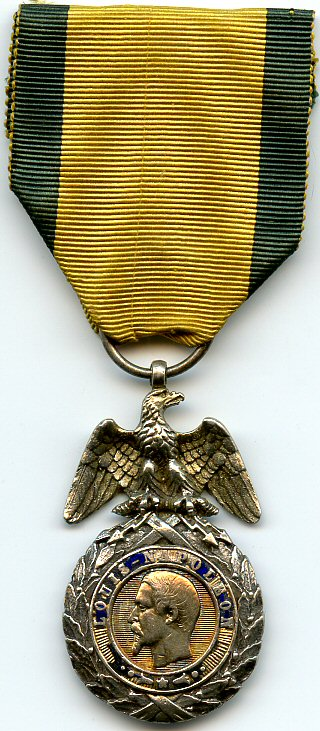
Medaille van na 1852

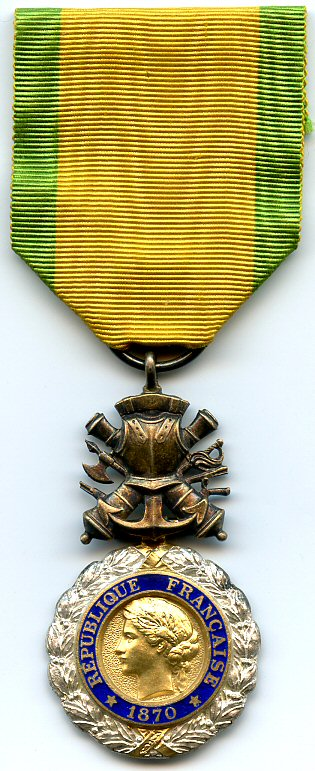
Medaille van na 1870

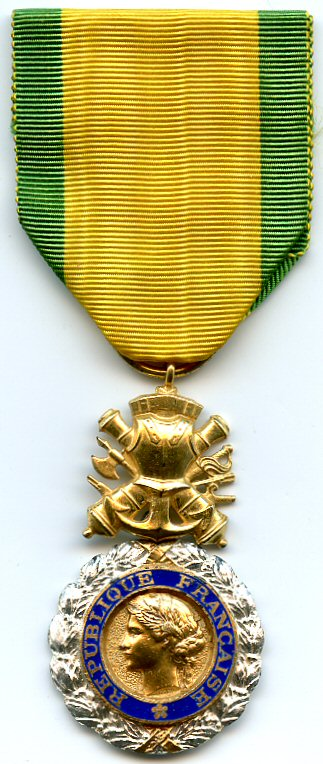
Medaille van na 1946

De Médaille militaire is een Franse onderscheiding die wordt verleend aan militairen beneden de rang van officier en - uitzonderlijk - aan verdienstelijke generaals die al het grootkruis van het Legioen van Eer hebben gekregen. 
De medaille wordt toegekend door de Franse president, op voordracht van de minister van Defensie. Qua rangorde is het de hoogste Franse onderscheiding die in de praktijk wordt toegekend na het Legioen van Eer. Formeel komt ze op de derde plaats en wordt gedragen onmiddellijk na de (al lang niet meer verleende) Orde van de Bevrijding. 
De onderscheiding heet ook wel "le bijou de l'armée" oftewel "het sieraad van het leger".

## Ontstaan
De medaille is ingesteld op 22 januari 1852 door de Franse prins-president Louis Napoleon. Het oprichtingsdecreet vermeldt "Mérite par la durée de leurs services, par des blessures, par des actions dignes d'éloges, ils eussent mérité un témoignage de satisfaction de la Patrie" als grond voor verlening.
Het is mogelijk dat de keizer een door zijn vader koning Lodewijk Napoleon ingestelde Hollandse militaire onderscheiding als inspiratiebron heeft gebruikt. In een in de pompeuze stijl van zijn oudoom Napoleon I gesteld decreet sprak de keizer van zijn "grande famille militaire" waarin de onderofficieren tekort werden gedaan omdat het Legioen van Eer exclusief moest blijven en in de loop der jaren steeds meer gereserveerd werd voor officieren. Toen de Veteranenmedaille niet meer werd toegekend bleven de onderofficieren, vanouds de ruggengraat van de strijdkrachten, zonder decoratie. Ook gewone soldaten en matrozen kwamen voor de Médaille Militaire in aanmerking.

## Geschiedenis
De prins-president gaf de bijzondere plaats van de Médaille Militaire in het decreet aan door er op te wijzen dat de soldaten en onderofficieren in de toekomst ook het Legioen van Eer zouden kunnen blijven ontvangen en dat zij die het Legioen van Eer bezaten de Médaille Militaire daarna konden ontvangen zodat beide onderscheidingen naast elkaar zouden kunnen worden gedragen.
In zijn decreet van 22 januari 1852 stelde de prins-president de dragers van een medaille een "nationaal kasteel" in het vooruitzicht waarin, net als bij het Legioen van Eer het geval is, de dochters en (vrouwelijke) wezen van een gezin waarvan het hoofd de Médaille Militaire draagt of droeg, zouden worden opgevoed en opgeleid. Het is er tijdens zijn regering niet van gekomen. Pas in 2005 kregen de dochters, kleindochters en achterkleindochters van de dragers van de medaille, dankzij een decreet van president Jacques Chirac, toegang tot de meisjesschool van het Legioen van Eer in Saint-Denis.
In zijn decreet van 13 juni 1852 stelde de prins-president vast dat een maarschalk van Frankrijk de Médaille Militaire ook kon ontvangen, net als een generaal of admiraal die minister van Oorlog was geweest. De eerste twee Médailles Militaires waren voor graaf Honoré Reille (1755-1860) en graaf Jean-Baptiste Vaillant (1790-1872). Beiden waren maarschalk van Frankrijk en maarschalk Reille had nog onder Napoleon I gevochten.
Het lint dat de prins-president in 1852 koos is gelijk aan die van de Orde van de IJzeren Kroon die door zijn oom Napoleon I werd ingesteld.

Tijdens de ambtsperiode de regering van Napoleon III was de medaille van zilver of gedeeltelijk verguld zilver. Tussen het door een lauwerkrans omringde portret van Napoleon III op het centrale medaillon was een Napoleontische adelaar met gespreide vleugels aangebracht. Het lint was geel met een smalle groene rand.
Sinds de Eerste Wereldoorlog wordt de medaille ook aan oorlogsgewonden toegekend.
Men kan de onderscheiding bij grote uitzondering ook als vaandeldecoratie aan een regiment toekennen.
De dragers ontvingen in 1852 een jaarlijks pensioen van 100 francs "om brood en tabak van te kopen". Dat is sindsdien gewijzigd in een maandelijks pensioen van vier Euro en zevenenvijftig cent. De inflatie is nooit gecompenseerd. Sinds 2005 komen ook de kinderen van de dragers van de medaille voor een plaats op een van de scholen van het Legioen van Eer in aanmerking.
Officieren behandelen de onderofficieren die de Médaille Militaire dragen, traditioneel als hun gelijken. Deze traditie gaat terug op maarschalk Canrobert die een korporaal met de medaille onderscheidde en de woorden "Et maintenant tu es autant que moi, nous sommes égaux" sprak. François Certain Canrobert (1809 - 1895), werd in 1856 maarschalk van Frankrijk.
In de dagen na de instelling werd de medaille nog gezien als een "Légion d'honneur au rabais", een mindere uitvoering van een decoratie. De veldtochten van de Franse legers onder Napoleon III in Italië, Afrika, Indochina en Mexico brachten daarin verandering. In 1900 was de Médaille Militaire een onderscheiding die in hoog aanzien stond.
In 1852 werden 4.250 medailles uitgereikt. Op 7 juni 1859 werd de eerste vrouw met de Medaille Militaire onderscheiden. Dit was Marie-Jeanne Rossini, marketenster bij het Régiment des Zouaves de la Garde. Zij was de Franse troepen met haar mobiele keuken gevolgd tijdens de campagne in Noord-Italië. Een militaire onderscheiding voor een vrouw was in Europa ongebruikelijk, maar het Franse leger liet de verzorging van de troepen voor een groot deel aan vrouwen over en ook Napoleon I had al vrouwen in het Legioen van Eer opgenomen. Uiteindelijk zou Napoleon III negen van deze zogeheten "cantinières" onderscheiden met de Médaille Militaire.
In 1914 was het aantal verleende medailles bij het aanbreken van de Eerste Wereldoorlog gestegen tot 103.000. De Franse regering verleende in die bloedige oorlog die Frankrijk 1.697.800 doden en 4.266.000 gewonden had gekost 230.000 Médaille Militaires, waarvan een groot aantal postuum werd verleend. Onder de gedecoreerden was één vrouw, de telefoniste Marguerite Coragliotti, die in 1918 zwaargewond was geraakt, en één postduif. Ze droeg de naam "Vaillant", was geringd met het nummer 787-15, en stierf in 1929. Deze op 4 juni 1916 als koerier gebruikte vogel was de laatst beschikbare postduif in het zwaar bevochten Fort de Vaux bij Verdun geweest. Het dier was door commandant Raynal weggezonden met de boodschap: "We houden vol, maar worden met gas aangevallen en de rook is uiterst gevaarlijk. We dreigen ten onder te gaan. Souville reageert niet op onze optische seinen. Dit is mijn laatste duif." Tegen elke verwachting in is deze boodschap in het hoofdkwartier ontvangen.
In 1939, bij het begin van de Tweede Wereldoorlog, telde men 540.000 medailles. Bij het eeuwfeest van de medaille in 1952 was het totaal aantal opgelopen tot 987.000 medailles. Slechts 84 daarvan waren uitgereikt aan vrouwen. 
In de Tweede Wereldoorlog steeg het aantal medailles en ook in de daaropvolgende koloniale oorlogen in Vietnam en Algerije werden Médailles Militaire uitgereikt. In 1964 waren er 772.000 Fransen en buitenlanders in leven, die deze medaille droegen. De Franse regering heeft vervolgens de grootkanselier van het Legioen van Eer opdracht gegeven om het aantal dragers scherp te reduceren. Zo wordt het aanzien van de medaille, net als die van het Legioen van Eer (waarvoor eveneens strenge quota zijn vastgesteld), gegarandeerd. In 2008 waren er 178.000 dragers van de Médaille Militaire in leven.
De Franse regering gaat zeer zorgvuldig om met de administratie van zijn onderscheidingen. Het oorspronkelijke decreet uit 1852 werd in 1852, april 1918, oktober 1918, februari 1919, juli 1934, november 1962, december 1963, februari 1965, november 1981, april 1991, mei 2010, en januari 2012 gewijzigd. Verder zijn er circulaires, waarin een en ander is uitgewerkt. Voor iedere periode wordt een contingent medailles ter beschikking gesteld voor vreemdelingen, bijvoorbeeld voor het Vreemdelingenlegioen.
Al sinds het keizerlijk bewind van Napoleon III ontvangen de dragers van de Médaille Militaire een door de minister van Oorlog, later de minister van Defensie, getekend diploma, dat hen zonder de gebruikelijke registratiekosten en andere leges wordt uitgereikt. De uitreiking zelf geschiedt binnen een carré van militairen en volgt na het uitreiken van mogelijke kruisen van het Legioen van Eer. Daarna neemt de officier die de onderscheidingen uitreikte, samen met de zojuist met de Médaille Militaire of het Legioen van Eer onderscheiden militairen, een parade van de troepen af.
Militairen die veroordeeld werden op grond van een aantal in de wet genoemde vergrijpen, wordt de medaille onder het uitspreken van de woorden "Vous avez manqué à l'honneur. Je déclare que vous cessez d'être médaillé militaire" ontnomen.
In de eerste jaren van de 21e eeuw werden ieder jaar 3.500 Médailles Militaire uitgereikt.
De dragers van de Médaille Militaire kunnen lid worden van een eigen belangenvereniging. De Société Nationale d'Entraide de la Médailles Militaire had in 2004 iets meer dan zeventigduizend leden. De vereniging behartigt hun belangen en bezit voor de leden een vakantiehuis, "La maison des Médaillés Militaires", in de kustplaats Hyères. Zij benadrukt haar band met het napoleontische verleden van Frankrijk, onder andere door het ere-voorzitterschap van H.K.H. Alix de Foresta, La Princesse Napoléon.

### Ongescheiden maarschalken en generaals
Hoewel ze in principe niet voor officieren is bestemd, kunnen maarschalken van Frankrijk en generaals die al het grootkruis van het Legioen van Eer ontvingen, bij uitzondering de Médaille Militaire krijgen. 
Maarschalk Bazaine ontving voor zijn inzet in Mexico de Médaille Militaire in 1865, twee jaar nadat hij het grootkruis van het Legioen van Eer had gekregen. 
Tijdens de Eerste Wereldoorlog kregen onder meer de maarschalken Hubert Lyautey, Joseph Joffre, Ferdinand Foch en Philippe Pétain de medaille. Tijdens of meteen na de Tweede Wereldoorlog is ze enkel toegekend aan de generaals Jean de Lattre de Tassigny, Alphonse Juin, Philippe Leclerc de Hauteclocque, Joseph de Goislard de Monsabert, Henri Giraud en Antoine Béthouart, terwijl Charles de Gaulle ze geweigerd heeft.
De traditie om een maarschalk of generaal met deze voor de lagere rangen gereserveerde medaille te onderscheiden, is binnen de wereld van orden en onderscheidingen uitzonderlijk. Ze geldt dan ook als een extra-hoge onderscheiding. Sommige onderscheiden generaals, zoals Foch, droegen de Médaille Militaire voor het Legioen van Eer. Maarschalk Pétain droeg ze als enige decoratie toen hij staatshoofd van Vichy-Frankrijk was.

## De medaille
De eerste medailles waren van zilver met lichtblauw email en verder te herkennen aan een wat spichtige zilveren keizerlijke adelaar die met beide vleugelpunten de lauwerkrans raakt. Het portret van Napoleon III is in hoog reliëf aangebracht. De adelaar bedekt op de keerzijde met de staart een deel van het medaillon. Op de lichtblauwe ring op de voorzijde staat de tekst "LOUIS - NAPOLEON" in zilveren letters. De ring op de achterzijde is met een smalle lichtblauwe band beschilderd.
Het tweede type van de medaille is kostbaarder en gedetailleerder uitgevoerd dan het eerste type. De keizerlijke adelaar, het medaillon met het keizerlijk portret en de linten waarmee de lauwerkrans is samengebonden zijn verguld. De bliksemschicht in de poten van de adelaar is meer geaccentueerd en staat los van de ring van het medaillon. Het reliëf is minder hoog. Op de keerzijde raakt de staart van de adelaar het medaillon niet. Het email is donkerblauw. Op de ring op de voorzijde staat in gouden letters "LOUIS - NAPOLEON".
Het derde type is de eerste Médaille Militaire van de Derde Franse Republiek. De medaille is geheel van onverguld zilver. De adelaar is vervangen door een onbeweeglijk met de medaille verbonden trofee met fors uitgevoerde kanonnen. De trofee is aan beide zijden gelijk uitgevoerd. Op de blauwe ring op de voorzijde staat in zilveren letters "RÉPUBLIQUE FRANÇAISE 1870" met twee sterren. De ring op de achterzijde is versierd met een dunne donkerblauwe cirkel.
Het vierde type is de tweede Médaille Militaire van de Derde Franse Republiek. De medaille is van gedeeltelijk verguld zilver. De verguld zilveren trofee is met een ringverbinding met de medaille verbonden. De trofee is plastisch uitgevoerd en het kuras heeft een achterzijde. Op de blauwe ring op de voorzijde staat in zilveren letters "RÉPUBLIQUE FRANÇAISE 1870" met twee sterren.
Het vijfde type is de derde Médaille Militaire van de Derde Franse Republiek. De medaille is van gedeeltelijk verguld zilver. De verguld zilveren trofee is met een ringverbinding met de medaille verbonden. De trofee is plastisch uitgevoerd maar het kuras heeft ditmaal geen achterzijde. Op de blauwe ring op de voorzijde staat in zilveren letters "RÉPUBLIQUE FRANÇAISE 1870" met twee sterren. De ring op de achterzijde is breed en helemaal blauw geëmailleerd.
Het zevende type is de vijfde Médaille Militaire van de Derde Franse Republiek. De medaille is van gedeeltelijk verguld zilver. De verguld zilveren trofee is met een scharnierverbinding met de medaille verbonden. De trofee is vlak uitgevoerd met een vlakke onbewerkte achterzijde. Op de blauwe ring op de voorzijde staat in zilveren letters "RÉPUBLIQUE FRANÇAISE 1870" met twee sterren. De ring op de achterzijde is breed en helemaal blauw geëmailleerd.
Het negende type is een Médaille Militaire van de Vierde Franse Republiek. De medaille is van gedeeltelijk verguld zilver. De verguld zilveren trofee is met een ring en een staaf met de medaille verbonden. De trofee is vlak uitgevoerd met een vlakke onbewerkte achterzijde. Op de blauwe ring op de voorzijde staat in zilveren letters "RÉPUBLIQUE FRANÇAISE 1870" en een enkele ster. 
De huidige medaille, die van de Vijfde Franse Republiek is rond en het vergulde centrale medaillon is in een zilveren lauwerkrans gevat. De medaille heeft een diameter van 36 millimeter. In het medaillon is "Marianne", het symbool van de republiek Frankrijk afgebeeld. Op de blauwe ring staat "République française" en op de keerzijde "Valeur et Discipline". Als verhoging dient een trofee.
De keerzijde is sinds de instelling nauwelijks veranderd.
Het 36 millimeter brede lint is sinds de instelling geel met een groene rand. De eerste lint waren oranjegeel, later werden ze lichtgeel. Omdat de zijden linten sterk verkleurden, komt men linten in verschillende kleuren tegen. De groene rand is zes millimeter breed. Men draagt de medaille op de linkerborst.

## De Medaille Militaire als vaandeldecoratie
De Franse regering kent militaire eenheden, die als geheel voldoen aan dezelfde criteria als personen die de Militaire Medaille ontvangen, een vaandeldecoratie toe. De medaille wordt dan aan een lang lint, een zogeheten "cravatte" in de buurt van de knop aan de vaandelstok geknoopt.
In Frankrijk bestaan tien van dergelijke onderscheidingen, maar deze medaille is de zeldzaamste van de Franse vaandeldecoraties.
- De bataljons Jagers. Decreet van 24 februari 1918. De jagers hadden in de eerste dagen van de Eerste Wereldoorlog op 15 augustus 1915 in het indertijd Duitse Saint-Blaise-la-Roche in de Elzas het vaandel van het 132e Regiment Landwehr buitgemaakt.
- Het 3e regiment Infanterie zoeaven, nu het 3e regiment zoeaven. Decreet van 5 juli 1919
- Het 2e regiment tirailleurs, nu het 2e regiment Algerijnse tirailleurs, Decreet van 5 juli 1919
- Het koloniale regiment infanterie van Marokko. Decreet van 5 juli 1919

- Het Eerste regiment infanterie van het Vreemdelingenlegioen, nu het 3e regiment infanterie van het legioen. Decreet van 26 augustus 1919 :
- Bij uitzondering ("à titre exceptionnel"), de 3e compagnie van het Eerste regiment Jagers en Parachutisten. Op 23 oktober 1983 kwamen 58 van hen om bij de bomaanslag op de buitenlandse troepen in Beiroet. Decreet van 14 december 1983

- le Centre d'Instruction Naval (C.I.N.) de Saint-Mandrier. Decreet van 23 januari 2002
- Het Achtste regiment van Parachutisten van Marine Infanterie (8ème RPIMa) Décreet uit 1979 voor zijn acties in Libanon.
- l'École nationale des Sous-officiers d'Active de Saint-Maixent-l'École. Decreet van 23 januari 2002
- l'École de Gendarmerie de Chaumont. Decreet van 23 januari 2002
- l'École de Formation des Sous-officiers de l'Armée de l'Air de Rochefort. Decreet van 23 januari 2002

Na de Eerste en Tweede Wereldoorlog droegen tien Amerikaanse eenheden een Medaille Militaire als vaandeldecoratie.
- De 5th S.S.U. ontving voor hun bijdrage in de Eerste Wereldoorlog de "Fourragère aux couleurs du ruban de la médaille militaire"
- De 2nd Armored Division U.S. Army 1944 ontving na de strijd in Normandië "Fourragère aux couleurs du ruban de la médaille militaire"
- 16th Infantry,
- 18th Infantry,
- 26th Infantry,
- 5th Field Artillery,
- 7th Field Artillery Battalion,
- 1st Engineer Battalion,
- 1st Signal Company,
- 1st Infantry Division U.S. Army 1944
- Division and 1st Brigade, 82nd Airborne Division U.S. Army

### De nestels in de kleur van de Medaille Militaire
Franse en buitenlandse eenheden die in dagorders zijn vermeld, ontvangen een fourragère aux couleurs du ruban de la médaille militaire, die als een paar nestels op het uniform van de eenheid wordt gedragen. Daarvoor moet deze eenheid viermaal in dagorders zijn vermeld. Na twaalf vermeldingen krijgen de militairen een rood met gele fourragère, de exclusieve "fourragère aux couleurs de la légion d'honneur et de la médaille militaire".

## Franse Dragers van de Médaille Militaire
- Louis-Ferdinand Céline
- Jules David
- Jean Gabin
- Eugène Chavant
- Herman Davis
- Pierre Auguste Roque
- Pierre-Auguste Sarrus
- Paul de Montgolfier
- Georges Madon
- Pierre Schoendoerffer
- Berty Albrecht
- Sam Dreben
- Karl-Heinz Plettenberg

## Buitenlandse dragers van de Medaille Militaire
- Alfonso Ferrero La Marmora op 16 augustus 1856
- William John Codrington op 16 augustus 1856
- Nicolaas Nikolajevitsj van Rusland op 18 mei 1880
- Carol I van Roemenië op 8 maart 1881
- Grégoire Ghika
- Dragamirov op 14 juni 1899
- Albert I der Belgen op 9 april 1914
- Nicolaas Nikolajevitsj van Rusland op 14 januari 1915
- Alexander van Servië op 6 februari 1915
- John French op 9 februari 1915
- Victor Emanuel III van Italië op 9 augustus 1917
- Douglas Haig op 17 augustus 1918
- Van Crombrugge Alphonse op 16 september 1918 (Vlaming)
- Otani-Kikuso op 12 juli 1919
- Alfonso XIII van Spanje op 22 april 1920
- Ferdinand I van Roemenië op 18 augustus 1920
- John Pershing op 15 september 1920
- Thaon di Revel op 4 juli 1923
- Armando Diaz op 28 juli 1923
- Miguel Primo de Rivera op 9 februari 1926
- Karageorgevitch op 3 december 1927
- Lodewijk II van Monaco op 5 oktober 1929
- Thaoui ven Mohammed Megouari el Glaoui op 22 januari 1931
- Andrew Cunningham op 12 februari 1946
- Franklin Delano Roosevelt op 8 april 1947 (postuum)
- Winston Churchill op 8 mei 1947
- Dwight David Eisenhower op 19 mei 1952
- Bernard Montgomery, vicomte Montgomery of Alamein op 9 september 1958
- Alexandros Papagos op 21 januari 1954
- Haile Selassie, keizer van Ethiopië op 28 oktober 1954
- Josip Broz Tito, zie de Lijst van ridderorden en onderscheidingen van maarschalk Tito op 5 mei 1956
- Lala Sukuna
- William Shockley
- Olaf V van Noorwegen 
(postuum) ontvingen de Méd
- Winston Churchill op 8 mei 1947
- Franklin D. Roosevelt op 8 april 1947